# Astrolab
Astroláb (tudi astrolábij; starogrško αστρολάβιον: astrolábion, astrolabē – jemanje zvezde > astér – zvezda + lambánein – zgrabiti, prijeti) je zgodovinska astronomska merilna priprava, ki so jo uporabljali klasični astronomi, navigatorji in astrologi. Z njim so določevali in napovedovali navidezno lego Sonca, Lune, planetov in zvezd z merjenjem krajevnega časa za dano zemljepisno dolžino in obratno, ga uporabljali pri zemljemerstvu in triangulaciji.
V srednjeveškem arabskem svetu so astrolabe uporabljali pri raziskovanju v astronomiji, pa tudi na drugih področjih kot so astrologija, pomorska navigacija, geodezija, merjenje časa, molitve in kibla. Astrologi evropskih narodov so uporabljali astrolabe za izdelavo horoskopov.
Včasih se astrolab in pomorski astrolab zamenjujeta. Astrolab, ki je priročen za merjenje zemljepisne širine na kopnem, je bil na gibajočih se ladjah ali v vetru neuporaben. Zato so v ta namen izdelali pomorske astrolabe.

## Osnovne značilnosti
Astrolab je nastal še v antiki. Temelji na stereografski projekciji, s katero se je tedaj ukvarjal Hiparh. Uporabljali so ga več kot 2000 let. Sestavlja ga več delov krožne oblike, ki so v središču spojeni z vijakom. Na vijaku je pričvrščena alidada, vrsta ravnila, ki se lahko vrti okrog vijaka, in služi za odbiranje horizontske višine telesa v določenem trenutku. Na timpanu so vrezane črte azimuta, nadglavišča in druge pomembne točke horizontnega koordinatnega sistema. Na ohišju so oznake in črte ekvatorskega nebesnega koordinatnega sistema. Ohišje in timpan sta nepomična. Na ohišju je vrtljiva reta, ki je vrsta zvezdne karte. Na reti so prikazane najsvetlejše zvezde, na obroču v primerni legi pa ekliptika.

## Razvoj astrolaba
Prve astrolabe so izdelali v helenističnem svetu v 1. ali 2. stoletju pr. n. št. Izum pripisujejo Hiparhu, ki naj bi izdelal prvi astrolab leta 150 pr. n. št. Z njim je lahko med prvimi meril zemljepisno širino in čas. Tako je prvi začel pravilno določevati lego na Zemlji. Sinezij je poročal, da je Hiparh izdelal prvi astrolabij, kar bi lahko bila armilarna sfera, za katero je Ptolemaj trdil, da jo je izdelal (Almagest 5.1), ali pa tudi astrolab, ki ga je omenjal Teon II.
Astrolab je združeval funkcije planisfere in dioptre. Bil je učinkovita vrsta analognega računala za več različnih problemov v sferni astronomiji. Teon II. je napisal podrobno razpravo o astrolabu. Ptolemaj naj bi ga uporabljal pri opazovanjih, zapisanih v astrološkem delu Štiri knjige (Tetrabiblos).
Medeninaste astrolabe (perzijsko اسطرلاب asterlab, ostorlab) so izdelali v srednjeveškem arabskem svetu, predvsem kot pomoč pri navigaciji in za določevanje kible, smeri Meke. Prvi naj bi v arabskem svetu izdelal astrolab Mohamed al-Fazari. Brez dvoma ga je napravil po grškemu vzoru, kakor nakazuje arabsko ime asturlab. Al-Fargani je okoli leta 856 sestavil pomembno razpravo o astrolabu. Matematično ozadje je razvil Albatani v svoji razpravi Kitab az-Zidž (okoli 920). Albatanijevo razpravo je v latinščino prevedel Platon Tiburtin kot Gibanje zvezd (De Motu Stellarum). Najstarejši ohranjeni astrolab nosi letnico 315 AH (927/8). V arabskem svetu so astrolabe uporabljali za določevanje trenutkov vzida Sonca in zvezd, za pomoč pri jutranjih molitvah. V 10. stoletju je Ali Sufi opisal več kot 1000 različnih uporab astrolaba na področjih astronomije, astrologije, izdelave horoskopov, navigacije, geodezije, računanja časa, molitev, kible, ipd.
Al-Zarkali je izdelal prvi univerzalni astrolab, ki z razliko od predhodnih ni bil odvisen od zemljepisne širine opazovalca, in so ga lahko uporabljali kjerkoli na Zemlji. Imenoval ga je safihah, v Evropi pa je postal znan kot »safeja«. Astrolab so prek islamske Španije v 11. stoletju spoznali tudi v drugih delih Evrope. Med prvimi sta astrolab uporabljala Gerbert d'Aurillac in Hermann von Reichenau.
Geoffrey Chaucer (ok. 1343–1400) je sestavil razpravo o astrolabu za svojega sina, večinoma na podlagi Mašalahove razprave. Mašalahovo razpravo so prevedli francoski astronom in astrolog Pelerin de Prusse in drugi. Prva tiskana knjiga o astrolabu je bila Zgradba in uporaba astrolaba Cristannusa de Prachaticza, ki je bila relativno izvirna in je tudi temeljila na Mašalahovi razpravi.
V letu 1370 je džainistični astronom Mahendra Suri napisal prvo indijsko razpravo o astrolabu.:464
Prvi znani evropski kovinski astrolab je v 15. stoletju izdelal rabi Abraham Zacuto v Lizboni. Kovinski astrolabi so bili bolj točni od lesenih predhodnikov. V 15. stoletju je izdelovalec inštrumentov Jean Fusoris (ok. 1365–1436) v Parizu začel prodajati astrolabe v svoji delavnici, skupaj s prenosljivimi sončnimi urami in drugimi priljubljenimi znanstvenimi pripravami. Medeninasti astrolab je namesto okornih lesenih uporabljal Martin Behaim.
Johannes Stöffler je leta 1512 objavil delo Elucidatio fabricae ususque astrolabii, priročnik za izdelavo in uporabo astrolaba. Štirje enaki astrolabi, ki jih je v 16. stoletju izdelal Georg Hartmann so ena najzgodnejših dokazov za serijsko proizvodnjo skupaj z delitvijo dela.

### Astrolabi in ure
Na prve mehanske astronomske ure so vplivali astrolabi. Nanje lahko gledamo kot na mehanske astrolabe za stalni prikaz trenutne lege Sonca, zvezd in planetov. Ura, ki jo je okoli leta 1330 izdelal Richard iz Wallingforda, je bila dejansko sestavljena iz zvezdne karte, ki se je vrtela okoli nepomične rete.
Veliko astronomskih ur, kot je na primer znana praška ura iz leta 1410, je imelo podobno obliko kot astrolabi, kjer se je ekliptična ravnina preslikala prek stereografske projekcije.
Leta 1985 je švicarski urar Ludwig Oechslin skonstruiral in izdelal astrolab kot zapestno uro Arhivirano 2006-11-09 na Wayback Machine. v sodelovanju s podjetjem Ulysse Nardin.

## Zgradba astrolaba
Astrolab je sestavljen iz votlega diska, ki se imenuje mater (mati), in je dovolj visok, da drži eno ali več plošč, timpanov ali klimat. Timpan je izdelan za določeno zemljepisno širino in na njem je vgravirana stereografska projekcija krožnih črt enakih azimutov in horizontskih višin, ki predstavljajo del nebesne krogle nad krajevnim obzorjem. Rob matere je po navadi razdeljen v ure ali ločne stopinje ali pa ima obe razdelbi. Nad materjo in timpanom je reta, okvir, ki nosi projekcijo ekliptične ravnine in več kazalcev, ki označujejo lege svetlih zvezd. Reta se lahko prosto vrti. Nekateri astrolabi imajo ozko ravnilo , ki se vrti nad reto in je lahko označeno z lestvico deklinacij.
Reta, ki predstavlja nebo, ima vlogo zvezdne karte. Pri vrtenju se zvezde in ekliptika premikajo nad projekcijo koordinat na timpanu. Celotni obrat predstavlja en dan. Astrolab je tako predhodnik sodobne planisfere.
Na zadnji strani matere je večkrat vgravirano več lestvic, ki so uporabne pri različnih uporabah astrolaba. Lestvice se razlikujejo od izdelovalca do izdelovalca, lahko pa vsebujejo krivulje za pretvarjanje časovnih količin, koledar za pretvarjanje dneva meseca v lego Sonca na ekliptiki, trigonometrične lestvice in razdelitev na 360 stopinj okrog robu zadnjega dela. Alidada je pritrjena na zadnjo stran. Kadar se astrolab drži navpično, se lahko alidada vrti in se z njo izmeri višina zvezde, tako da se njena višina v stopinjah lahko prebere (»vzame«) iz razdeljenega robu astrolaba. Odtod izvira tudi starogrško ime za pripravo - jemanje zvezde.